# Список произведений Александра Бородина
Ниже представлен список произведений Александра Порфирьевича Бородина. Список организован по жанрам.

## Произведения для фортепиано
- Hélène-Polka (1843)
- Реквием
- Маленькая сюита[англ.] (1885; оркестрована А. Глазуновым)
  1. Мазурка
  2. Грёзы
  3. Серенада
  4. Ноктюрн
- Скерцо ля бемоль мажор[англ.] (1885; оркестровано А. Глазуновым)

## Произведения для оркестра
- Симфония № 1 ми бемоль мажор (1865)

I. Scherzo. Prestissimo
II. Andante
III. Allegro molto vivo
- Симфония № 2 «Богатырская» си минор (1873)

I. Allegro moderato
II. Scherzo. Molto vivo
III. Andante
IV. Finale. Allegro
- Симфония № 3 ля минор (1886-1887, не окончена)

I. Moderato assai. Poco piu mosso
II. Scherzo. Vivo
- В Средней Азии. Симфоническая картина (1880)

## Концерты
- Концерт для флейты и фортепиано с оркестром (1847), утрачен.

## Камерная музыка
- Соната для виолончели и фортепиано си минор (1860)
- Фортепианный квинтет до минор (1862)
- Фортепианное трио ре мажор (1860-61)
- Струнное трио (1847), утрачено
- Струнное трио (1852—1856)
- Струнное трио (1855; неокончено)
  - Andantino
- Струнное трио (1850—1860)
- Струнный квартет № 1 ля мажор
  1. Moderato. Allegro
  2. Andante con moto
  3. Scherzo. Prestissimo
  4. Andante. Allegro risoluto
- Струнный квартет № 2 ре мажор[англ.]
  1. Allegro moderato
  2. Scherzo. Allegro
  3. Notturno. Andante
  4. Finale. Andante. Vivace
- Скерцо для струнного квартета / Русское скерцо (1882)
- Serenata alla spagnola для струнного квартета (1886)
- Квартет для флейты, гобоя, альта и виолончели (1852—1856)
- Струнный квинтет фа мажор (1853—1854)
- Секстет ре минор (1860—1861; сохранились только две части)

## Оперы
- Богатыри (1867)
- Царская невеста (1867—1868, наброски, утрачены)
- Млада (1872, IV действие; Остальные действия написаны Ц. Кюи, Н. А. Римским-Корсаковым, М. Мусоргским и Л. Минкусом)
- Князь Игорь (1869-1887, отредактирована и окончена Н. А. Римским-Корсаковым и А. Глазуновым)
Наиболее известный номер — Половецкие пляски.

## Романсы и песни
- Арабская мелодия. Слова А. Бородина
- Для берегов отчизны дальной. Слова А. Пушкина
- Из слез моих. Слова Г. Гейне
- Красавица-рыбачка. Слова Г. Гейне (для голоса, виолончели и фортепиано)
- Море. Баллада. Слова А. Бородина
- Морская царевна. Слова А. Бородина
- Отравой полны мои песни. Слова Г. Гейне
- Песня темного леса (Старая песня). Слова А. Бородина
- Разлюбила красна девица… (для голоса, виолончели и фортепиано)
- Слушайте, подруженьки, песенку мою (для голоса, виолончели и фортепиано)
- Спесь. Слова А. К. Толстого
- Спящая княжна. Сказка. Слова А. Бородина
- У людей-то в дому. Песня. Слова Н. Некрасова
- Фальшивая нота. Романс. Слова А. Бородина
- Что ты рано, зоренька… Песня
- Чудный сад. Романс. Слова C. G.